# جون هنري رايت
جون هنري رايت (بالإنجليزية: John Henry Wright)‏ هو مؤرخ أمريكي، ولد في 4 فبراير 1852 في أرومية في إيران، وتوفي في 25 نوفمبر 1908 في كامبريدج في الولايات المتحدة.